# Canillejas (Salamanca)
Canillejas es una localidad del municipio de Canillas de Abajo, en la comarca del Campo de Salamanca, provincia de Salamanca, España. 

## Demografía
En 2017 Canillejas contaba con una población de 1 habitante (INE 2017).
| Gráfica de evolución demográfica de Canillejas entre 2000 y 2017                         |
|                                                                                          |
| Fuente: Instituto Nacional de Estadística de España - Elaboración gráfica por Wikipedia. |